# Nationaal park Lofotodden
Nationaal park Lofotodden (Noors: Lofotodden nasjonalpark) is een nationaal park in Nordland in Noorwegen. Het park werd opgericht in 2018 en is 99 vierkante kilometer groot. Het park strekt zich uit over 86 vierkante kilometer land en 13 vierkante kilometer marien gebied. Het nationaal park ligt in de gemeentes Moskenes en Flakstad, in de zuidwestelijke tip van Moskenesøya op de Lofoten. Het landschap van het park bestaat uit bergen, kliffen, stranden en rotskusten.

## Afbeeldingen

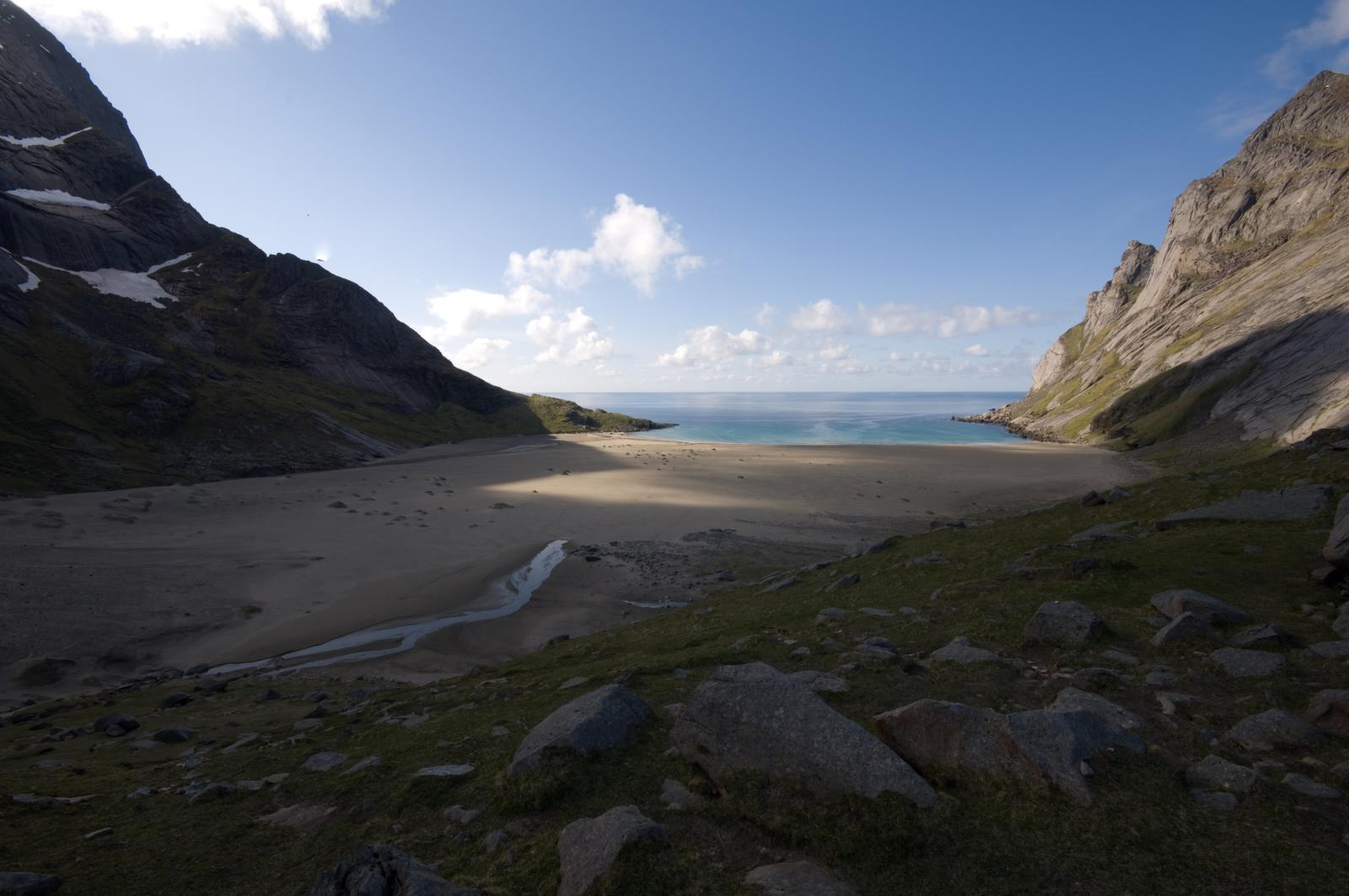
Bunesstranda
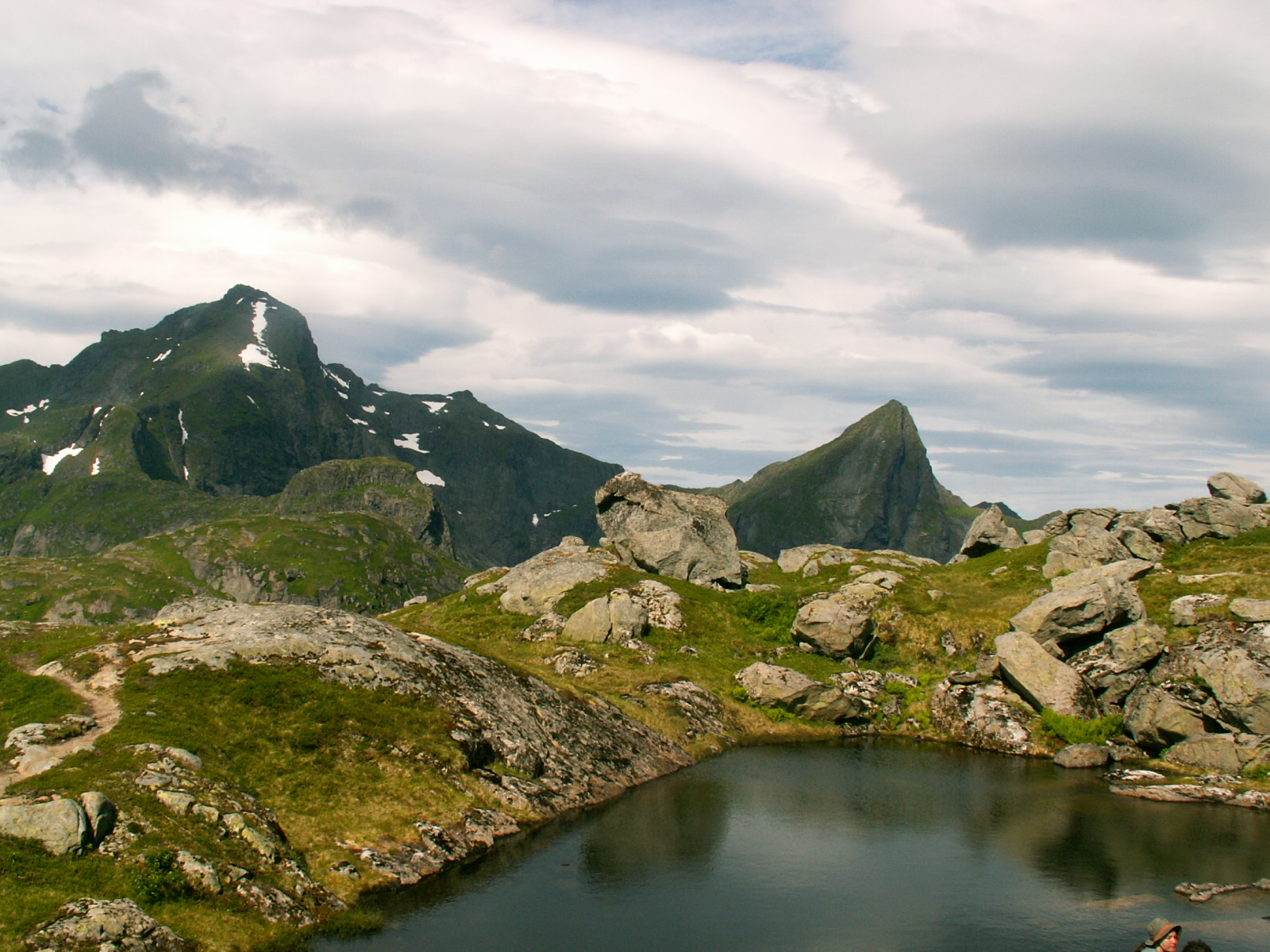
Hermannsdalstinden
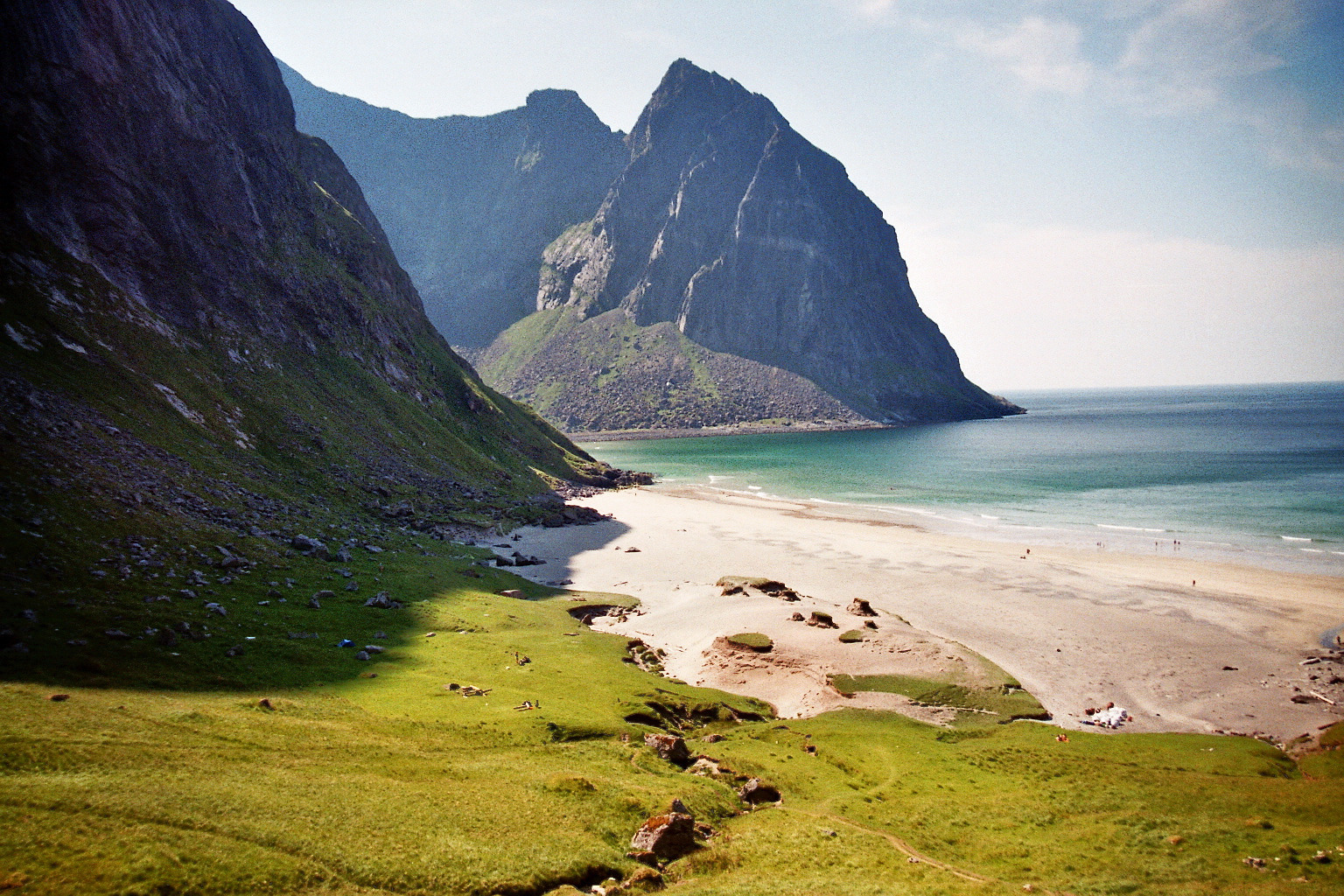
Kvalvika
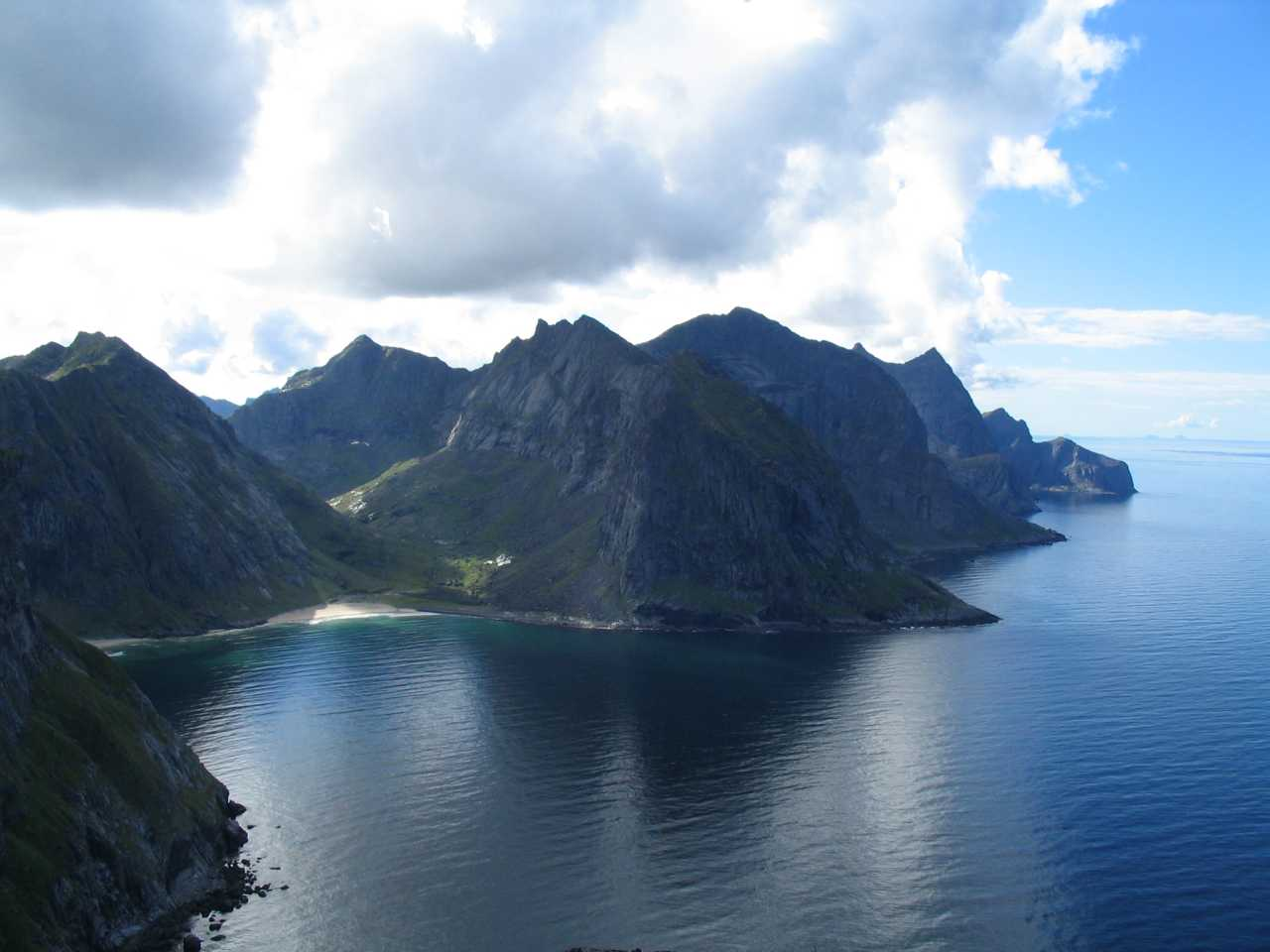
landschap in het nationaal park Lofotodden